# Garaeus fujiyamai
Garaeus fujiyamai là một loài bướm đêm trong họ Geometridae.